# Mehran Karimi Nasseri
Mehran Karimi Nasseri (pers. ‏مهران کریمی ناصری‎; ur. 1942 lub 1945 w Masdżed-e Solejman, zm. 12 listopada 2022 w Roissy-en-France) – irański uchodźca, który spędził 18 lat w terminalu podparyskiego lotniska Charles’a de Gaulle’a. Był nazywany Sir, Alfred (zawsze z przecinkiem po Sir) lub Alfred.

## Życiorys
Początki historii jego podróży są niejasne. Według jednej z wersji rozpoczęła się w 1977 roku w Iranie, skąd Mehran Karimi Nasseri (krótko po ukończeniu studiów wyższych w University of Bradford w Wielkiej Brytanii) miał zostać wyrzucony za protest przeciwko szachowi Mohammadowi Rezie Pahlawiemu. Z tego powodu miał utracić paszport i zostać wydalony. Gdy przybył do Europy, przez cztery lata podróżował między stolicami poszczególnych państw, bezskutecznie starając się o uzyskanie statusu uchodźcy. Dopiero w 1981 roku wystosowany przez niego wniosek został rozpatrzony przez Wysokiego komisarza Narodów Zjednoczonych do spraw uchodźców. Dzięki temu miał uzyskać status uchodźcy i móc ubiegać się o obywatelstwo w państwie europejskim. W 1986 roku wybrał Wielką Brytanię jako docelowe państwo swojego pobytu.
W 1988 roku dotarł do Paryża, gdzie – jak twierdził – ukradziono mu teczkę z dokumentami uchodźczymi. Według jednej wersji, wsiadł do samolotu lecącego do Wielkiej Brytanii, a w Londynie w porcie lotniczym Heathrow zabroniono mu wjazdu na teren państwa z powodu nieokazania paszportu i certyfikatu świadczącego o statusie uchodźcy, wydanego przez Wysokiego Komisarza Narodów Zjednoczonych do spraw uchodźców. Miał zostać deportowany do Paryża, a 26 sierpnia 1988 roku wylądować w porcie lotniczym Charles’a de Gaulle’a koło Paryża, gdzie miał zostać zatrzymany pod zarzutem próby nielegalnego wjazdu do Francji, ale gdy stwierdzono, że pasażer nie miał dokumentów, nie było możliwości ustalenia państwa pochodzenia, do którego mógłby zostać deportowany. Według innej wersji, Nasseri w ogóle nie dotarł do portu lotniczego Heathrow, ale został zatrzymany w porcie lotniczym im. Charles’a de Gaulle’a, już przy samej próbie opuszczenia Francji (bez paszportu) jako Sir Alfred Mehran.
Mehran Karimi Nasseri zamieszkał w Terminalu 1, którego nie opuszczał przez 18 lat. Spał na ławce, mył się w pomieszczeniach socjalnych lub w męskiej toalecie, żywił się w zlokalizowanych w terminalu restauracjach typu fast-food (realizując otrzymane wcześniej talony na obiad), odbierał korespondencję w tamtejszym urzędzie pocztowym i połączenia telefoniczne w lotniskowej aptece. Na co dzień czytał czasopisma, pisał pamiętniki, rozmawiał z podróżnymi i pracownikami lotniska. Stał się rozpoznawalny. Popularność Sir, Alfreda była kłopotliwa dla władz Francji, bowiem nagłaśniała negatywną, biurokratyczną niemoc państwa.
Christian Bourget, prawnik z Paryża zajmujący się prawami człowieka, podjął starania o określenie statusu Nasseriego i umożliwienie mu wyjazdu do Londynu. W 1992 roku sąd we Francji wydał orzeczenie wskazujące, iż Nasseri dostał się na lotnisko legalnie jako uchodźca, więc nie może zostać z niego wydalony. Sąd nie mógł jednak nakazać władzom Francji wpuszczenia go na terytorium tego państwa. Zdaniem prawnika władze Francji odmówiły Mehranowi Karimiemu Nasseriemu wydania wizy uchodźczej lub tranzytowej z przyczyn biurokratycznych.
Mehran Nasser i Christian Bourget podjęli działania w Belgii celem odzyskania oryginalnych dokumentów uchodźcy. Tamtejsi urzędnicy odmówili wysłania ich do Francji, tłumacząc się tym, że zainteresowany musi stawić się tam osobiście, by mogli stwierdzić zgodność jego tożsamości z osobą, której kilka lat wcześniej udzielili azylu politycznego. Z niewyjaśnionych przyczyn rząd Belgii odmówił pozwolenia Nasseriemu na przylot do Belgii. Zgodnie z tamtejszym prawem uchodźca, który dobrowolnie opuścił terytorium Belgii, nie może tam wrócić. Dopiero w 1995 roku władze Belgii zaoferowały Nasseriemu to, że umożliwią mu odzyskanie dokumentów uchodźcy, jeśli zamieszka on w Belgii pod nadzorem pracownika socjalnego. Nasseri odmówił, wskazując, że chce się przeprowadzić do Wielkiej Brytanii. W 2004 roku Alfred Mehran, we współpracy z Andrew Donkinem, opublikował autobiografię zatytułowaną „The Terminal Man”. W 2006 roku Sir, Alfred był hospitalizowany, a później zamieszkał w schronisku w Paryżu.
Na kilka tygodni przed śmiercią Nasseri ponownie zamieszkał w porcie lotniczym Paryż-Roissy-Charles de Gaulle koło Paryża, gdzież zmarł 12 listopada 2022 roku. Przyczyną śmierci był atak serca.

## W kulturze
Postać Mehrana Karimi Nasseriego była inspiracją dla twórców kilku filmów fabularnych, w tym filmu pt. Terminal z 2004 roku w reżyserii Stevena Spielberga z Tomem Hanksem w roli głównej. Za prawa do ekranizacji opowieści na temat swojego życia Mehran otrzymał 275 tysięcy dolarów amerykańskich.